# Primera divisió espanyola de futbol 2013-2014
La temporada 2013-14 de la Lliga BBVA va ser la 83a edició de la Primera divisió espanyola de futbol. L'inici de la competició va ser el 17 d'agost i el final el 18 de maig. El torneig fou organitzat per la Lliga de Futbol Professional (LFP). El FC Barcelona era el campió vigent.
Després de 24 anys d'absència, l'Elx CF tornava a la primera divisió, i amb ell un altre equip del País Valencià, el Vila-real CF i la Unión Deportiva Almería, després d'una absència d'un i dos anys, respectivament. L'Atlètic de Madrid es va proclamar campió per desè cop en la història. L'equip matalasser i el FC Barcelona varen arribar a la darrera jornada amb la possibilitat de poder proclamar-se campions, i es varen enfrontar entre ells en un partit que era com una final. L'Atlético en tenia prou amb empatar per assolir el títol, mentre que el Barça havia de guanyar, ja que estava tres punts per sota a la classificació, però tenia el desempat favorable.
Al primer temps, el xilè Alexis Sánchez va avançar el FC Barcelona, però a la segona part l'uruguaià Diego Godín va fer el gol de l'empat definitiu, que va donar el títol a l'Atlético el desè, divuit anys després del darrer, i acabant així amb el duopoli que tenien el FC Barcelona i el Reial Madrid des de llavors.

## Ascensos i descensos de la temporada anterior
| Pos. | Descendits de la 1a Divisió |
| ---- | --------------------------- |
| 18è  | RCD Mallorca                |
| 19è  | Deportivo de La Corunya     |
| 20è  | Reial Saragossa             |

| Pos. | Ascendits de la 2a Divisió |
| ---- | -------------------------- |
| 1r   | Elx CF                     |
| 2n   | Vila-real CF               |
| 3r   | UD Almería (promoció)      |

## Equips participants
Com en temporades precedents, la competició constarà d'un grup únic integrat per 20 clubs de tota la geografia de l'estat espanyol. Seguint un sistema de lliga, els 20 equips s'enfrontaran tots contra tots en dues ocasions -una en camp propi i una altra en camp contrari- sumant un total de 38 jornades. L'ordre dels enfrontaments es decidirà per sorteig abans de començar la competició.
La classificació final s'establirà d'acord amb els punts obtinguts en cada enfrontament, a raó de tres per partit guanyat, un per empatat i cap en cas de derrota. Si en finalitzar el campionat dos equips igualessin a punts, els mecanismes per desempatar la classificació són els següents:
- El que tingui una major diferència entre gols a favor i en contra en els enfrontaments entre tots dos.
- Si persisteix l'empat, es tindrà en compte la diferència de gols a favor i en contra en tots els partits del campionat.
- Si l'empat a punts es produeix entre tres o més clubs, els successius mecanismes de desempat són els següents:
- La millor puntuació que correspongui a cadascun segons els resultats dels partits jugats entre si pels clubs implicats.
- La major diferència de gols a favor i en contra, considerant únicament els partits jugats entre si pels clubs implicats.
- La major diferència de gols a favor i en contra tenint en compte tots els partits del campionat.
- El major nombre de gols a favor tenint en compte tots els partits del campionat.

### Equips, entrenadors i estadis
| Equip                                    | Ciutat                | Entrenador             | Estadi                     | Cabuda | Marca   | Patrocinador principal | Altres patrocinadors                        |
| ---------------------------------------- | --------------------- | ---------------------- | -------------------------- | ------ | ------- | ---------------------- | ------------------------------------------- |
| Athletic Club                            | Bilbao                | Ernesto Valverde       | Nou San Mamés              | 53 332 | Nike    | Petronor               | Bizkaia                                     |
| Club Atlético de Madrid                  | Madrid                | Diego Simeone          | Vicente Calderón           | 54 851 | Nike    | Azerbaidjan            | Kyocera                                     |
| Club Atlético Osasuna                    | Pamplona              | Javi Gracia            | El Sadar                   | 19 800 | Adidas  | Lacturale              | Nevir Caja Navarra                          |
| Elx Club de Futbol                       | Elx                   | Fran Escribá           | Manuel Martínez Valero     | 36 017 | Acerbis | Gioseppo               | Estrella Levante CC L'Aljub Codere Apuestas |
| Futbol Club Barcelona                    | Barcelona             | Gerardo Martino        | Camp Nou                   | 99 354 | Nike    | Qatar Airways          | UNICEF                                      |
| Getafe Club de Futbol                    | Getafe                | Cosmin Contra          | Coliseum Alfonso Pérez     | 17 393 | Joma    | Confremar              | IG Markets                                  |
| Granada Club de Futbol                   | Granada               | Lucas Alcaraz          | Nuevo Los Cármenes         | 22 524 | Luanvi  | Caja Granada           | Coviran Granada Online                      |
| Llevant Unió Esportiva                   | València              | Joaquín Caparrós       | Ciutat de València         | 25 354 | Kelme   | Comunitat Valenciana   | Grupo Agora                                 |
| Màlaga Club de Futbol                    | Màlaga                | Bernd Schuster         | La Rosaleda                | 30 044 | Nike    | Unesco                 |                                             |
| Rayo Vallecano de Madrid                 | Madrid                | Paco Jémez             | Camp de Futbol de Vallecas | 14 790 | Erreà   | Per definir            | Nevir                                       |
| Real Betis Balompié                      | Sevilla               | Juan Carlos Garrido    | Benito Villamarín          | 51 700 | Macron  | Cirsa                  |                                             |
| Real Club Celta de Vigo                  | Vigo                  | Luis Enrique           | Balaídos                   | 31 800 | Adidas  | Citroën                | Estrella Galicia                            |
| Reial Club Deportiu Espanyol             | Cornellà de Llobregat | Javier Aguirre         | Cornellà-El Prat           | 40 500 | Puma    | Cancún                 |                                             |
| Reial Madrid Club de Futbol              | Madrid                | Carlo Ancelotti        | Santiago Bernabéu          | 85 454 | Adidas  | Emirates               |                                             |
| Reial Societat de Futbol                 | Sant Sebastià         | Jagoba Arrasate        | Anoeta                     | 32 076 | Nike    | Per definir            | Kutxa                                       |
| Reial Valladolid Club de Futbol          | Valladolid            | Juan Ignacio Martínez  | José Zorrilla              | 26 512 | Hummel  | Per definir            | El Norte de Castilla                        |
| Sevilla Futbol Club                      | Sevilla               | Unai Emery             | Ramón Sánchez Pizjuan      | 45 500 | Warrior | Per definir            | Pont Grup                                   |
| Unión Deportiva Almería                  | Almeria               | Francisco              | Jocs Mediterranis          | 22 000 | Nike    | Urcisol                | David Bisbal                                |
| València Club de Futbol                  | València              | Miroslav Đukić         | Mestalla                   | 52 600 | Joma    | Jinko Solar            | MSC Cruceros                                |
| Vila-real Club de Futbol                 | Vila-real             | Marcelino García Toral | El Madrigal                | 25 000 | Xtep    | Per definir            |                                             |
| Dades actualitzades a 25 de juny de 2013 |                       |                        |                            |        |         |                        |                                             |

### Equips per Comunitat Autònoma
| \| Com. Autònoma \| Núm. \| Equips \| \| --------------- \| ---- \| -------------------------------------------------------------- \| \| Andalusia \| 5 \| Màlaga CF, Reial Betis, Sevilla FC, Granada CF i UD Almeria \| \| Com. de Madrid \| 4 \| Reial Madrid CF, Atlètic de Madrid, Getafe CF i Rayo Vallecano \| \| País Valencià \| 4 \| Elx CF, Llevant UD, València CF i Vila-real CF \| \| Catalunya \| 2 \| FC Barcelona i RCD Espanyol \| \| País Basc \| 2 \| Athletic Club i Reial Societat \| \| Castella i Lleó \| 1 \| Reial Valladolid CF \| \| Galícia \| 1 \| RC Celta de Vigo \| \| Navarra \| 1 \| Osasuna \| | FC Barcelona · Reial Madrid Llevant Atlètic de Madrid Espanyol Rayo Vallecano Getafe CF València Elx Màlaga Reial Societat Athletic Club Reial Betis Vila-real CF · Sevilla · Reial Valladolid Celta de Vigo · Osasuna Granada · Almeria · |                                                                |
| Com. Autònoma | Núm. | Equips                                                         |
| Andalusia | 5 | Màlaga CF, Reial Betis, Sevilla FC, Granada CF i UD Almeria    |
| Com. de Madrid | 4 | Reial Madrid CF, Atlètic de Madrid, Getafe CF i Rayo Vallecano |
| País Valencià | 4 | Elx CF, Llevant UD, València CF i Vila-real CF                 |
| Catalunya | 2 | FC Barcelona i RCD Espanyol                                    |
| País Basc | 2 | Athletic Club i Reial Societat                                 |
| Castella i Lleó | 1 | Reial Valladolid CF                                            |
| Galícia | 1 | RC Celta de Vigo                                               |
| Navarra | 1 | Osasuna                                                        |

## Àrbitres
Els àrbitres de cada partit són designats per una comissió creada per a tal objectiu i integrada per representants de la LFP i la RFEF. Per la temporada 2013/14, els col·legiats de la categoria són els següents:
| - David Fernández Borbalán - Juan Martínez Munuera - Pedro Jesús Pérez Montero - Carlos Clos Gómez - César Muñiz Fernández - Alejandro Hernández Hernández - Fernando Teixeira Vitienes - José Antonio Teixeira Vitienes - José Luis González González - Alfonso Javier Álvarez Izquierdo | - Xavier Estrada Fernández - Carlos del Cerro Grande - Carlos Velasco Carballo - Miguel Ángel Ayza Gámez - Antonio Miguel Mateu Lahoz - Jesús Gil Manzano - Ignacio Iglesias Villanueva - Alberto Undiano Mallenco - Carlos Delgado Ferreiro - Eduardo Prieto Iglesias |

## Classificació final
| Pos | Equip               | J  | G  | E  | P  | GF  | GC | DG  | Pts | Qualificació o Descens                                                   |
| --- | ------------------- | -- | -- | -- | -- | --- | -- | --- | --- | ------------------------------------------------------------------------ |
| 1   | Atlético Madrid (C) | 38 | 28 | 6  | 4  | 77  | 26 | +51 | 90  | Classificació per a la fase de grups de la Lliga de Campions             |
| 2   | Barcelona           | 38 | 27 | 6  | 5  | 100 | 33 | +67 | 87  | Classificació per a la fase de grups de la Lliga de Campions             |
| 3   | Real Madrid         | 38 | 27 | 6  | 5  | 105 | 38 | +67 | 87  | Classificació per a la fase de grups de la Lliga de Campions             |
| 4   | Athletic Club       | 38 | 20 | 10 | 8  | 66  | 39 | +27 | 70  | Classificació per a la ronda eliminatòria de la Lliga de Campions        |
| 5   | Sevilla             | 38 | 18 | 9  | 11 | 69  | 52 | +17 | 63  | Classificació per a la fase de grups de la Lliga Europa                  |
| 6   | Vila-real           | 38 | 17 | 8  | 13 | 60  | 44 | +16 | 59  | Classificació per a la tercera ronda de classificació de la Lliga Europa |
| 7   | Reial Societat      | 38 | 16 | 11 | 11 | 62  | 55 | +7  | 59  | Classificació per a la tercera ronda de classificació de la Lliga Europa |
| 8   | València            | 38 | 13 | 10 | 15 | 51  | 53 | −2  | 49  |                                                                          |
| 9   | Celta de Vigo       | 38 | 14 | 7  | 17 | 49  | 54 | −5  | 49  |                                                                          |
| 10  | Llevant             | 38 | 12 | 12 | 14 | 35  | 43 | −8  | 48  |                                                                          |
| 11  | Málaga              | 38 | 12 | 9  | 17 | 39  | 46 | −7  | 45  |                                                                          |
| 12  | Rayo Vallecano      | 38 | 13 | 4  | 21 | 46  | 80 | −34 | 43  |                                                                          |
| 13  | Getafe              | 38 | 11 | 9  | 18 | 35  | 54 | −19 | 42  |                                                                          |
| 14  | Espanyol            | 38 | 11 | 9  | 18 | 41  | 52 | −11 | 42  |                                                                          |
| 15  | Granada             | 38 | 12 | 5  | 21 | 32  | 56 | −24 | 41  |                                                                          |
| 16  | Elx                 | 38 | 9  | 13 | 16 | 30  | 50 | −20 | 40  |                                                                          |
| 17  | Almería             | 38 | 11 | 7  | 20 | 43  | 71 | −28 | 40  |                                                                          |
| 18  | Osasuna (R)         | 38 | 10 | 9  | 19 | 32  | 62 | −30 | 39  | Descens a Segona Divisió 2014–15                                         |
| 19  | Valladolid (R)      | 38 | 7  | 15 | 16 | 38  | 60 | −22 | 36  | Descens a Segona Divisió 2014–15                                         |
| 20  | Betis (R)           | 38 | 6  | 7  | 25 | 36  | 78 | −42 | 25  | Descens a Segona Divisió 2014–15                                         |

Taula posada al dia pels partits jugats el 18 maig 2014